# Taro Miyake

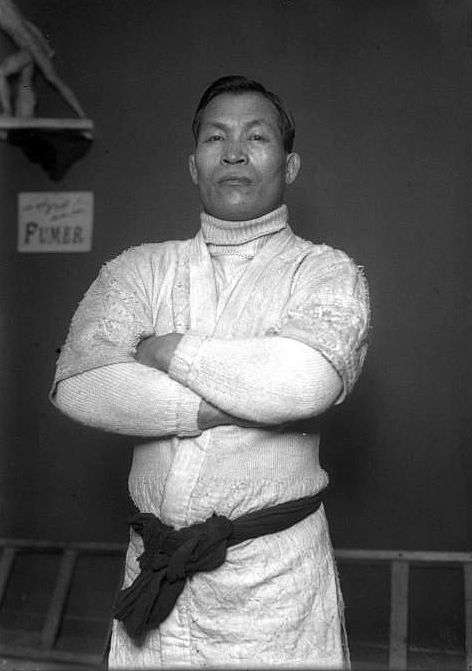
Taro Miyake

Taro Miyake (1881-1935) fue un artista marcial y luchador profesional japonés, dotado de una amplia carrera en Inglaterra y Estados Unidos. Fue practicante de las disciplinas de judo, jiu-jitsu y catch wrestling, pero es más conocido por su papel en la primera, siendo considerado el padre del judo en Reino Unido.

## Biografía
Nacido en la ciudad de Okayama, Miyake comenzó su andadura en las artes marciales aprendiendo Fusen-ryū jiu-jitsu bajo la tutela de Mataemon Tanabe. También sería pupilo del renombrado Yataro Handa en su dōjō de Osaka. En 1899 empezó a trabajar como instructor en Nara y, dos años después, pasó a enseñar en la academia de policía de Kobe. Sin embargo, en 1904 fue despedido como consecuencia de una reyerta en la ciudad, de modo que Miyake se embarcó hacia el extranjero para trabajar como luchador. Miyake realizó toures por toda Europa en music halls y salas de espectáculos, asociándose con otro compatriota experto en jiu-jitsu, Yukio Tani, al que derrotó en 1905. Tani y él abrieron una escuela en Londres, y también redactaron un manual sobre el arte, "The Game of Ju-Jitsu". Desde 1908 en adelante, Miyake viajó por Europa en compañía de otros luchadores como Sadakazu Uyenishi y Mitsuyo Maeda, y llegó a lanzar un desafío al famosísimo luchador hindú Great Gama. Junto a ello, en algún momento de su vida Miyake fue acogido en la escuela Kodokan de judo, recibiendo un cinturón negro 3º dan.
En 1914, Miyake llegó a Estados Unidos, y se estableció allí durante los siguientes 20 años, afincándose en Seattle. El 20 de octubre de 1917, Miyake pasaría a formar parte de la rivalidad entre el judo y el catch wrestling cuando se respondió al desafío de Ad Santel, practicante de la segunda disciplina. Miyake luchó bravamente, pero fue derrotado tras recibir un half Nelson slam tan contundente que, según la prensa, Taro permaneció mareado durante más de media hora después de la lucha. Tras esta experiencia, Miyake empezó a interesarse por la lucha libre profesional que Santel y sus colegas practicaban, y de este modo pasó a trabajar para la compañía de Ed "The Strangler" Lewis, aprendiendo catch y teniendo combates contra nombres como Clarence Eklund, Toots Mondt y varios otros. En 1928, Miyake y otros tres luchadores llevaron a cabo una iniciativa para llevar la lucha libre americana a Japón, pero esta no fue demasiado exitosa, de modo que Miyake invirtió su tiempo en entrenar en sumo. A su retorno a Estados Unidos, Miyake reclutó para sus contiendas a Oki Shikina, campeón de sumo y practicante del jiu-jitsu de Danzan-ryū, quien llegaría a tener combates contra Ad Santel. Miyake siguió en este negocio hasta su muerte en 1935.
Varias fuentes habla de un combate celebrado en Brasil entre Miyake y el pionero del jiu-jitsu brasileño Hélio Gracie. Esta lucha habría tenido lugar en Río de Janeiro el 14 de mayo de 1914, y habría terminado con la victoria de Hélio por estrangulación. Sin embargo, se cree que Taro Miyake jamás pisó Brasil, y que este registro se refiere en realidad a otro judoka apellidado Miyake que formaba parte de la compañía de los hermanos Ono.